# Sent Macari
Sent Macari (en francès Saint-Macaire) és un municipi francès situat al departament de la Gironda i a la regió de la Nova Aquitània.

## Demografia
| 1962                                       | 1968  | 1975  | 1982  | 1990  | 1999  | 2007  |
| ------------------------------------------ | ----- | ----- | ----- | ----- | ----- | ----- |
| 1.636                                      | 1.747 | 1.679 | 1.587 | 1.549 | 1.541 | 1.284 |
| Des de 1962: població sense dobles comptes |       |       |       |       |       |       |

## Administració
| Període   | Identitat             | Partit        |
| --------- | --------------------- | ------------- |
| 1947-1965 | Jean Thomas           | SFIO          |
| 1965-1983 | Jean-François Poutays | CNIP          |
| 1983-2008 | Jean-Marie Billa      | PS-MDC-MRC    |
| 2008-     | Philippe Patanchon    | Divers gauche |

## Agermanaments
- Sierpc